# Кіндратович Петро Дмитрович

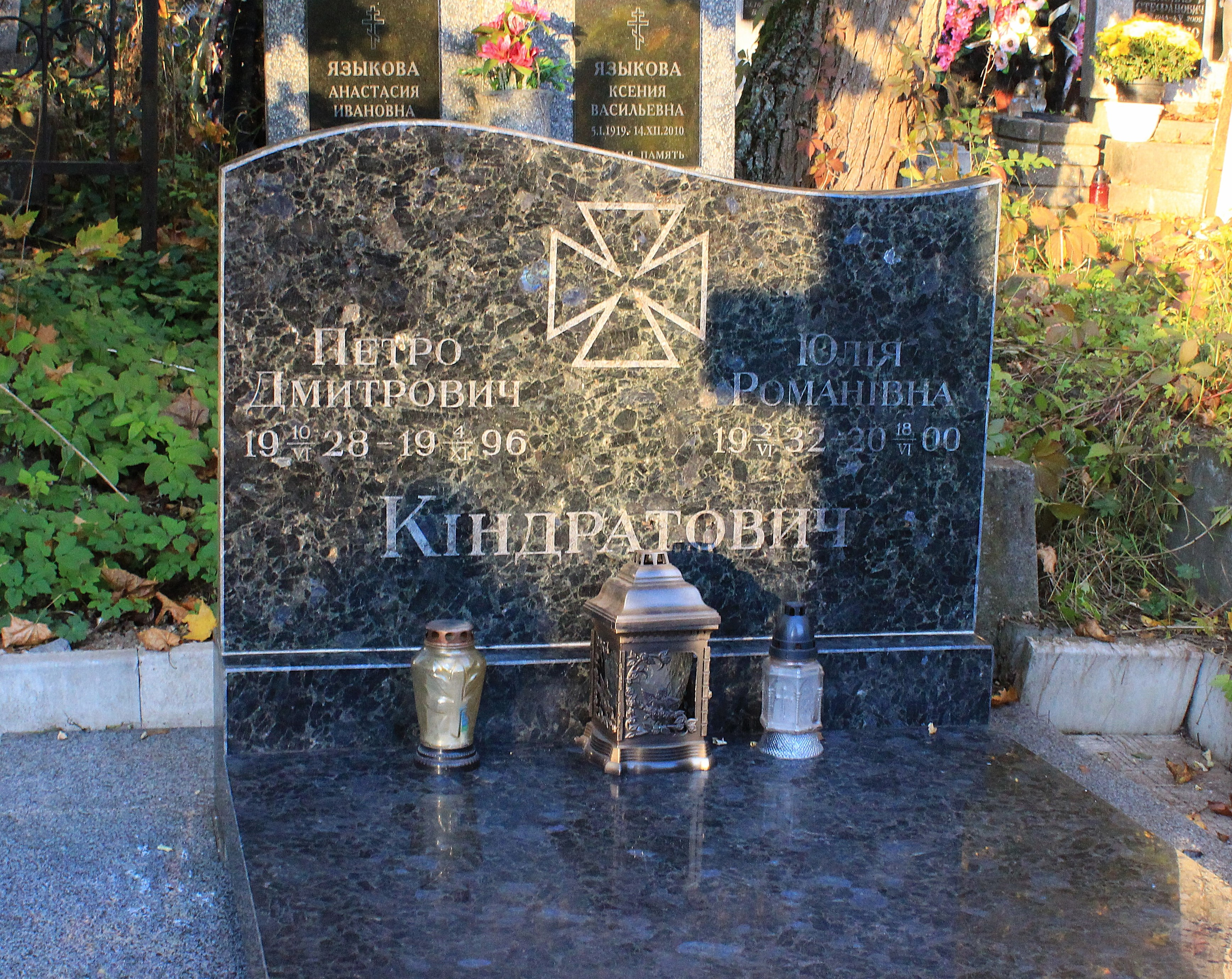
Нагробок на могилі Петра Кіндратовича.

Петро Дмитрович Кіндратович (10 червня 1928, с. Бунів, нині Львівська область — 4 листопада 1996, м. Львів) — український бандурист, співак (бас), громадський діяч.

## Життєпис
Петро Кіндратович народився 10 червня 1928 року в селі Бунові, нині Яворівської громади Яворівського району Львівської области України.
1952 року закінчив Львівський політехнічний інститут, де виступав у капелі бандуристів Олега Гасюка. Працював на виробництві.
Від 1956 — у Львові. 1970 року почав збирати матеріали про Яворівщину та визначних особистостей згаданого краю, зокрема про О. Лозинського, Осипа Маковея та Юрія Липу. 1988 року в Яворові став співзасновником культурно-просвітницького товариства ім. О. Маковея.
Помер 4 листопада 1996 року в місті Львові. Похований на 34 полі Янівського цвинтаря.